# A Very Gaga Thanksgiving
Az A Very Gaga Thanksgiving egy hálaadás-napi televíziós különkiadás, amelyet az Egyesült Államokban eredetileg 2011. november 24-én sugároztak az ABC csatornán. A Lady Gaga által megtervezett és rendezett műsor Gaga magánéletét és a zenéje mögötti inspirációit tárgyalja. Miután 2011 novemberében bejelentették, hogy Gaga egy hálaadás-napi televíziós különkiadás házigazdája lesz, azonnal számos részlet nyilvánosságra került a műsor elkészítésével kapcsolatban. A műsorban szerepet kapott Katie Couric, Art Smith és Tony Bennett is. Gaga előadta a műsorban Born This Way című stúdióalbumának négy dalát leegyszerűsített, akusztikus változatban, illetve két karácsonyi dalt és egy közös duettet Bennett-tel. A különkiadás elismerésben részesült a kritikusoktól, és időpontját tekintve négy év óta a legjobb ratinget hozta az ABC csatorna hálaadás-napi programjában.

## Tartalom
Couric interjút készített Lady Gagával életéről és a zenéje mögötti inspirációról a manhattani Szent Szív Katolikus Leányiskolában. Gaga ezenkívül egy barátokból és családtagokból álló kis közönségnek előadott kilenc dalt, többek közt a Born This Way-t, a Marry the Night-ot, a You and I-t, a Hair-t és a The Edge of Glory-t, illetve feldolgozta Irving Berlin klasszikusát, a White Christmas-t és Nat King Cole Orange Colored Sky című dalát. Emellett Gaga előadta Tony Bennett-tel közösen a Babes In Arms musical The Lady Is a Tramp című betétdalának feldolgozását. Gaga egy másik jelenetben Bad Romance című slágerét is elénekelte. Art Smith mesterszakácshoz csatlakozva az énekesnő pulykát és amerikai palacsintát készített. Egy jelenetben Gaga egy köré gyűlt kisebb gyermekcsoporttal beszélgetett és közösen csillámport fújtak a levegőbe.

## Elkészítés

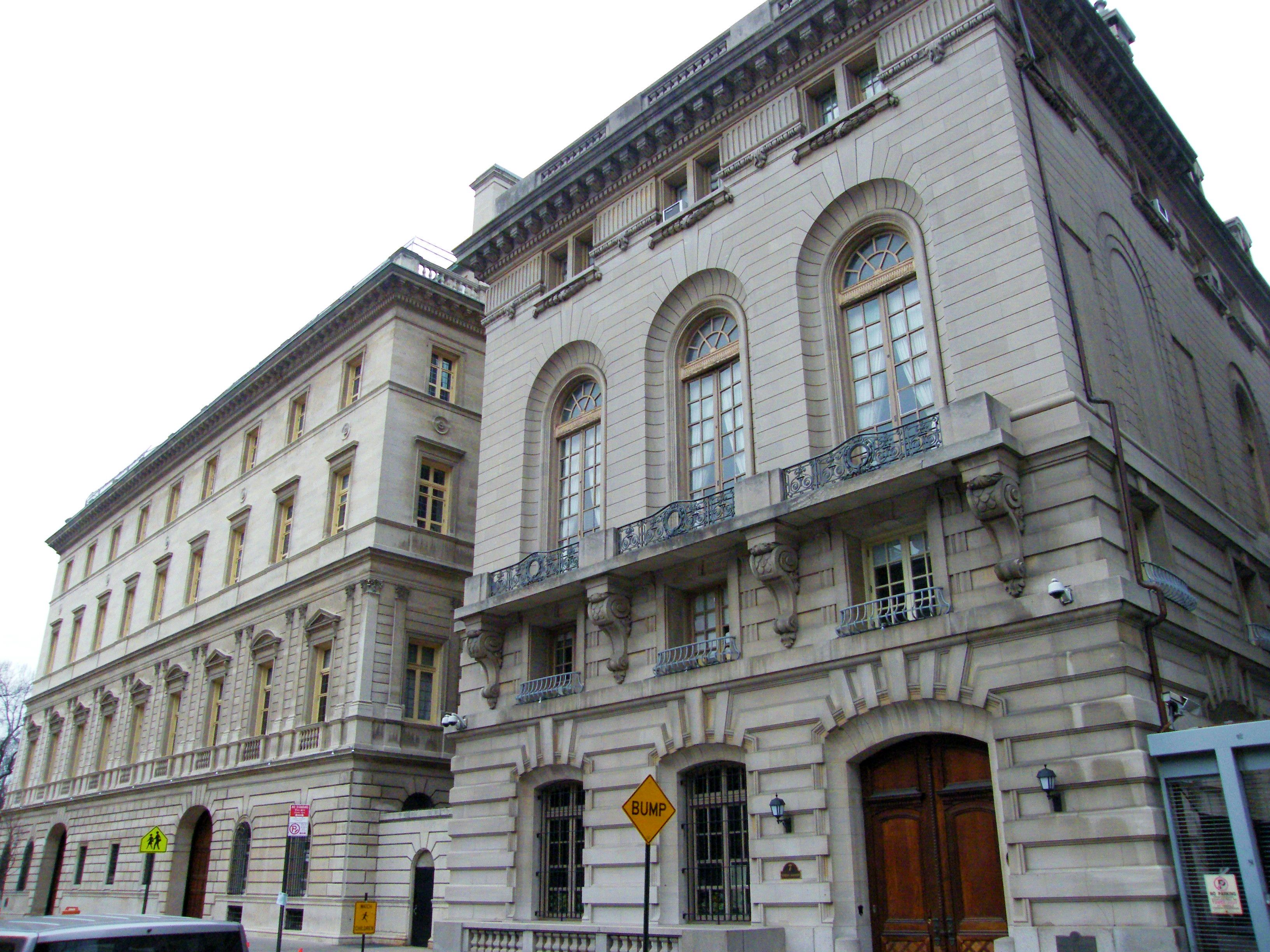
A különkiadás felvételeinek helyszíne a New York City-ben a Szent Szív Katolikus Leányiskola volt.

Az A Very Gaga Thanksgiving-et Lady Gaga tervezte és rendezte meg, illetve többek közt Steven Johnson, Rudy Bendar, és David Saltz végezték a produceri munkákat. A műsor forgatásának helyszíne New York City-ben a Szent Szív Katolikus Leányiskola volt. Gaga a Women's Wear Daily-nek elmondta: „Az apukám olyan izgatott lesz. Éppenséggel én rendeztem. Ez a két rendezésem közül az első. Én rendeztem az új kislemezemnek, a Marry the Night-nak is a videóklipjét... Szóval ezt fogjuk majd nézni, pulykát eszünk, és azt tesszük mint minden New York-i, ami nem más, mint hogy felkészülünk arra, hogy másnapra karácsonyi jókedv töltsön be minden ablakot.”
Gaga Giorgio Armani-tól, Stéphane Rolland-tól, Fendi-től, Azzedine Alaïa-tól, és Martin Grant-tól kapott ruhadarabokat. Egy Gagáról készített promóciós kép megjelenését követően Erin Strecker az Entertainment Weekly-tól úgy jellemezte a felvételt, hogy az énekesnő „teljesen átmegy jéghercegnőbe”, és azt feltételezte, hogy elsődlegesen így fog majd kinézni a műsorban. Egy 2011 november eleji sajtókiadványban Couric elmondta, hogy a különkiadás ámulatba fogja ejteni a nézőket, és meg fogja mutatni Gaga egy más oldalát:

„Ez egy lehetőség meglátni ki is ő a vad kosztümök és megtervezett zeneszámok mögött... Lady Gaga mint egy buliból való kirekesztettség miatt sérült középiskolás diák, Lady Gaga mint egy odaadó leánygyermek és gondoskodó nővér, Lady Gaga mint egy jóformán máról holnapra megszerzett hírnevet és szerencsét magáévá tevő 25 éves nő. Le fog nyűgözni, örömet szerez és meglep téged.”

Smith azt mondta: „Fontos, hogy az emberek lássák, hogy ennek a csodálatos nőnek [Gagának] van egy családja, aki támogatja őt.” 2011. november 20-án a különkiadás egy 30 másodperces előzetese felkerült Lady Gaga YouTube csatornájára. Az előzetes révén nyilvánosságra került Bennett, Couric és Smith szereplése a műsorban. Az előzetes megtekintése után az Idolator oldal egyik írója azt írta: „A saját Pulyka Napi összejöveteleinkre emlékeztet: vannak nevetséges ruhákban szaladgáló emberek, valaki sírdogál és a háziasszony egyfajta (Anya) Szörnyeteg.” Jesse Carp a Cinema Blend-től megkérdőjelezte, hogy egy olyan popzenei előadó mint Gaga, hogy fog beleilleszkedni egy hagyományos Hálaadás-napi különkiadásba, de alig várta hogy megtekinthesse. Egy háromperces előzetesben Gaga harmadikos gyermekekkel kis kézzel készített díszeket csinált, és ünnepi ételekről beszélgetett velük. A teljes TV műsor 2011. november 24-én keleti parti idő szerint 21 óra 30 perckor debütált.

## Fogadtatás
Az A Very Gaga Thanksgiving az Egyesült Államokban eredetileg 2011. november 24-én került bemutatásra az ABC csatornán. A műsor az első órájában 5,749 millió nézőt vonzott, és a 18-49 közti korosztályban 1.8/5-ös ratinget ért el. Gaga különkiadásával egy időben vetítették a Simpson család ismétlését a FOX-on, az A célszemély-t a CBS-en és a The Secret Circle című sorozatot a CW-n. Második órájában egy időben sugározták többek közt az NBC csatorna Macy's Thanksgiving Day Parade című műsorával, és CBS-en futó A mentalista című sorozattal, így nézettsége valamelyest csökkent: teljes lakosságban 5,388-ban nézték, míg a rating a 18-49-es korosztályt tekintve 1.6/5 lett. Az A Very Gaga Thanksgiving-nek nem sikerült legyőznie a más csatornákon egy időben futó hálaadás-napi különkiadások közül többet sem, például a Snoopy és a hálaadás című rajzfilmet. Időpontjában az A Very Gaga Thanksgiving-nek lett a legnagyobb ratingje a 18-49-es korcsoportban, teljes nézettségét tekintve pedig 23%-kal jobb eredményt ért el a tavaly ugyanekkor látható I Am... World Tour koncertfilmhez képest. Összességében az elmúlt négy évet tekintve az ABC legjobb ratingjét érte el a hálaadás nap ezen időpontjában vetített műsorokkal összevetve.
A kritikusok többsége pozitív visszajelzést tett a műsor láttán. Ken Tucker az Entertainment Weekly-től lebilincselőnek nevezte, és úgy vélte, az A Very Gaga Thanksgiving „megnyerően egyenes, őszinte és szerény” volt. Tucker dicsérte Gaga előadásait a műsorban, és azt írta: „saját dalainak, és a hagyományos dalok lelkes, visszafogott és szolid előadásai voltak.” Dave Itzkoff a The New York Times-tól egy „álomnak vagy egy hallucinációnak” nevezte a különkiadást. A The Guardian-tól Hadley Freeman azt írta: „ártalmatlan, bolondos, intelligens volt, és lefektette az alapját annak, ami úgy néz ki, hogy az énekes következő karrierje lesz: egy amerikai háztartásbeli különc; az amerikai hagyományokat szatirizálva, de elég ravaszan ahhoz, hogy tudja, hogy eltorzíthat annyi Irving Berlin dalt, amennyit csak szeretne, de a pulykát nem lehet megváltoztatni.” Ezzel szemben A Very Gaga Thanksgiving-et keményen kritizálta a Gothamist írója, Jen Carlson, aki úgy érezte, hogy ez egy „nagyon átlátszó marketingfogás volt egy új ünnepi Gaga kiadvány számára.”
A The Washington Post-tól Sarah Anne Hughes azt állította, hogy megdöbbent azon, mennyire tradicionális volt Gaga a televíziós különkiadásban. Cavan Sieczkowski az International Business Times írásában azt fogalmazta meg, hogy az A Very Gaga Thanksgiving egy „bájos emlékeztető volt a múltbeli ünnepi különkiadásokra.” Sieczkowski dicsérte az öltözékeket, és Elizabeth Taylor illetve Ava Gardner ruháihoz hasonlította őket. Ezzel egyetértésben Joe Drake az Ology-tól azt írta: „A különkiadás mesés volt. Semmi rosszat nem tudok róla mondani. Lady Gaga újra bebizonyítja, hogy ő generációnk előadója. A tehetsége, szépsége, személyisége és lelke az, amely egy ilyen hihetetlen emberré teszi, akire fel lehet nézni, és akit tisztelni lehet.”

## Zene
2011. november 22-én az iTunes Store elkezdte árusítani a különkiadás előadásaiból készült középlemezt, amelyre a White Christmas, az Orange Colored Sky, a You and I, és a The Edge of Glory került fel. A középlemezt csak iTunes Store-ról lehetett megvásárolni. Az A Very Gaga Holiday címet kapott kiadvány 22 000-es eladással az 52. helyen debütált Billboard 200 albumlistán, és a kilencedik helyen a Top Holiday Albums listán. Ugyanezen a héten a héten a különkiadás Gaga második nagylemezérnek, a Born This Way-nek az eladásaira is hatással volt, hiszen előző hetéhez képest 416%-kal többet adtak el belőle, szám szerint 47 000 példányszámos eladásával a 72. helyről a 21. helyre lépett előre a Billboard 200-on.

## Fordítás
- Ez a szócikk részben vagy egészben  az   A Very Gaga Thanksgiving című angol Wikipédia-szócikk fordításán alapul.  Az eredeti cikk szerkesztőit annak laptörténete sorolja fel. Ez a jelzés csupán a megfogalmazás eredetét és a szerzői jogokat jelzi, nem szolgál a cikkben szereplő információk forrásmegjelöléseként.